# Departamento de Chanco
| Departamento de Chanco    | Departamento de Chanco |
| ------------------------- | ---------------------- |
| Cabecera:                 | Chanco (1936)          |
| Superficie:               | km²                    |
| Habitantes:               | hab                    |
| Densidad:                 | hab/km²                |
| Comunas/ Subdelegaciones: | - Chanco               |
| Ubicación                 |                        |
|                           |                        |

| Departamento de Chanco | Departamento de Chanco                                                |
| ---------------------- | --------------------------------------------------------------------- |
| Cabecera:              | Chanco                                                                |
| Superficie:            | km²                                                                   |
| Habitantes:            | hab                                                                   |
| Densidad:              | hab/km²                                                               |
| Subdelegaciones:       | - 1ª, Chanco - 2ª, Reloca - 3ª, Quilhuiné - 4ª, Curanipe              |
| Municipalidades:       | - capital departamental: - Chanco - otras municipalidades: - Curanipe |
| Ubicación              |                                                                       |
|                        |                                                                       |

El Departamento de Chanco es una antigua división territorial de Chile. Fue creado el 8 de noviembre de 1901, de la división del Departamento de Cauquenes de la Provincia de Maule, por el presidente Germán Riesco. La cabecera del departamento fue Chanco. Se conformó por las municipalidades de Chanco (subdelegaciones 7a Chanco y 8a Reloca del antiguo Departamento de Cauquenes) y Curanipe (subdelegación 6a Curanipe), sin la subdelegación 4ª, La Serena (antiguamente La Vega), que pasa a formar parte de la Municipalidad de Cauquenes.
Con el DFL 8582 de 30 de diciembre de 1927, se establece: 
- "El departamento de Cauquenes estará formado por el territorio de los actuales departamentos de Cauquenes y Chanco. Su cabecera será la ciudad de Cauquenes;"

Debido a esto a partir de febrero de 1928, el Departamento queda suprimido. También queda suprimida la Municipalidad de Curanipe, pasandoa formar la nueva comuna y subdelegación de Chanco. En 1936, el Departamento vuelve a ser restituido siendo conformado por la comuna-subdelegación de Chanco.

## Límites
El Departamento de Chanco limitaba:
- al norte con el Departamento de Constitución.
- al oeste con el océano Pacífico
- al sur con el Departamento de Cauquenes
- Al este con el Departamento de Constitución y Departamento de Cauquenes.

## Administración
La administración estuvo en Chanco, en donde se encontraba la Gobernación Departamental. Para la administración local de las subdelegaciones departamento se encuentra, la Ilustre Municipalidad de Chanco, que había sido creada el 22 de diciembre de 1891, que administra las subdelegaciones 1ª, Chanco; 2ª, Reloca y 3ª, Quilhuiné.
y la Municipalidad de Curanipe, creada en la misma fecha, que administra la subdelegación 4ª, Curanipe.

## Subdelegaciones
El Departamento de Chanco tiene las siguientes subdelegaciones:
- 1ª, Chanco
- 2ª, Reloca
- 3ª, Quilhuiné
- 4ª, Curanipe

## Comunas y subdelegaciones (1927)
De acuerdo al DFL 8582 se suprime el Departamento de Chanco. 
En 1936 es restituido con la subdelegación y comuna de Chanco.